# NGC 3072
NGC 3072 (również PGC 28749) – galaktyka spiralna (S0-a), znajdująca się w gwiazdozbiorze Hydry. Odkrył ją William Herschel 7 lutego 1785 roku.
W galaktyce tej zaobserwowano supernową SN 2007aw.